# Élisabeth-Madeleine de Brandebourg
Élisabeth Madeleine de Brandebourg (* 6 novembre 1537 à Cölln; † 1er septembre 1595 au même lieu) est Margravine de Brandebourg et par son mariage duchesse de Brunswick-Lunebourg. 

## Biographie
Élisabeth Madeleine est une fille de l'électeur Joachim II Hector de Brandebourg (1505-1571) de son second mariage avec Hedwige Jagellon (1513-1573), fille du roi Sigismond Ier de Pologne.
Elle épouse le 5 février 1559, à Cölln le duc François-Othon de Brunswick-Lunebourg (1530-1559), fils de Ernest Ier de Brunswick-Lunebourg, mais il est mort l'année du mariage à la Bataille de Sievershausen. Élisabeth Madeleine vit ensuite à Berlin.
Le 11 septembre 1595, elle est enterrée dans le tombeau des Hohenzollern dans la Cathédrale de Berlin).

## Sources
- Dieter Brozat: La Cathédrale De Berlin. Berlin 1985.  (ISBN 3775902716).
- Carl Friedrich Goeschel: Elisabeth Madeleine geborne Margrave de Brandebourg, la veuve, la Duchesse de Brunswick, Mieux, Berlin, 1841
- Carl Friedrich Goeschel: Elisabeth, la première Kurfürstin de Brandebourg, de la Maison des Hohenzollern, Mi, 1844, P. 44